# Райки (Калиновский район)
Райки (укр. Райки) — село на Украине, находится в Калиновском районе Винницкой области.
Код КОАТУУ — 0521684012. Население по переписи 2001 года составляет 384 человека. Почтовый индекс — 22410. Телефонный код — 4333.
Занимает площадь 0,109 км².
В селе действует храм Святителя Феодосия Черниговского Калиновского благочиния Винницкой епархии Украинской православной церкви.

## Адрес местного совета
22410, Винницкая область, Калиновский р-н, с. Лемешевка, ул. Будённого, 24